# Dudu Georgescu
Dudu Georgescu (Bukarest,  1950. szeptember 1. –) aranycipős román válogatott labdarúgó.

## Pályafutása
Labdarúgó-pályafutását a Progresul București csapatánál kezdte, de sikereit a Dinamónál érte el, ahol 1973–1983 között játszott. Itt négyszer nyert román bajnokságot (1975, 1977, 1982, 1983), egyszer kupát (1982), egymásután négyszer végzett a román góllövőlista élén (1975–1978).
371 első osztályú mérkőzésen 252 gólt szerzett, a román válogatottban pedig 40 meccsen 21-et.
Kétszer nyert aranycipőt: 1975-ben 33, 1977-ben pedig 47 góllal.
Miután felhagyott az aktív labdarúgással, edzőként dolgozott, majd kivándorolt Kanadába.

## Fordítás
Ez a szócikk részben vagy egészben  a   Dudu Georgescu című román Wikipédia-szócikk ezen változatának fordításán alapul.  Az eredeti cikk szerkesztőit annak laptörténete sorolja fel. Ez a jelzés csupán a megfogalmazás eredetét és a szerzői jogokat jelzi, nem szolgál a cikkben szereplő információk forrásmegjelöléseként.